# Baltazar Maria de Morais Júnior
Baltazar Maria de Morais Júnior (Goiânia, 1959. július 17. –) brazil válogatott labdarúgó.
A brazil válogatott tagjaként részt vett az 1989-es Copa Americán.

## Statisztika
| Brazil válogatott | Brazil válogatott | Brazil válogatott |
| Időszak           | Mérk.             | gól               |
| ----------------- | ----------------- | ----------------- |
| 1980              | 1                 | 0                 |
| 1981              | 2                 | 1                 |
| 1982              | 0                 | 0                 |
| 1983              | 0                 | 0                 |
| 1984              | 0                 | 0                 |
| 1985              | 0                 | 0                 |
| 1986              | 0                 | 0                 |
| 1987              | 0                 | 0                 |
| 1988              | 0                 | 0                 |
| 1989              | 3                 | 1                 |
| Összesen          | 6                 | 2                 |